# Шелково (Тверська область)
Шелково (рос. Шелково) — присілок в Старицькому районі Тверської області Російської Федерації.
Населення становить 1 особу. Входить до складу муніципального утворення Ново-Ямське сільське поселення.

## Історія
Від 2005 року входить до складу муніципального утворення Ново-Ямське сільське поселення. Раніше населений пункт належав до Роднинського сільського округу.

## Населення
| 2008 | 2010 |
| ---- | ---- |
| 3    | ↘1   |